# 朱玲
朱 玲（しゅ りん、1957年7月10日 - ）は、中華人民共和国の女子バレーボール選手。山東省出身。ロサンゼルスオリンピック（1984年）の金メダリスト。引退後、四川大学中国語学科に入学し、卒業後、四川省スポーツ局に入社し、2004年に四川省スポーツ局長に昇進しました。

## 来歴・主な成績
- 1979年、中国女子代表に初選出される。
- 1981年、第3回ワールドカップ（開催国:日本） - 優勝。
- 1984年、ロサンゼルス五輪  - 優勝。